# Archäologischer Park Puig de sa Morisca

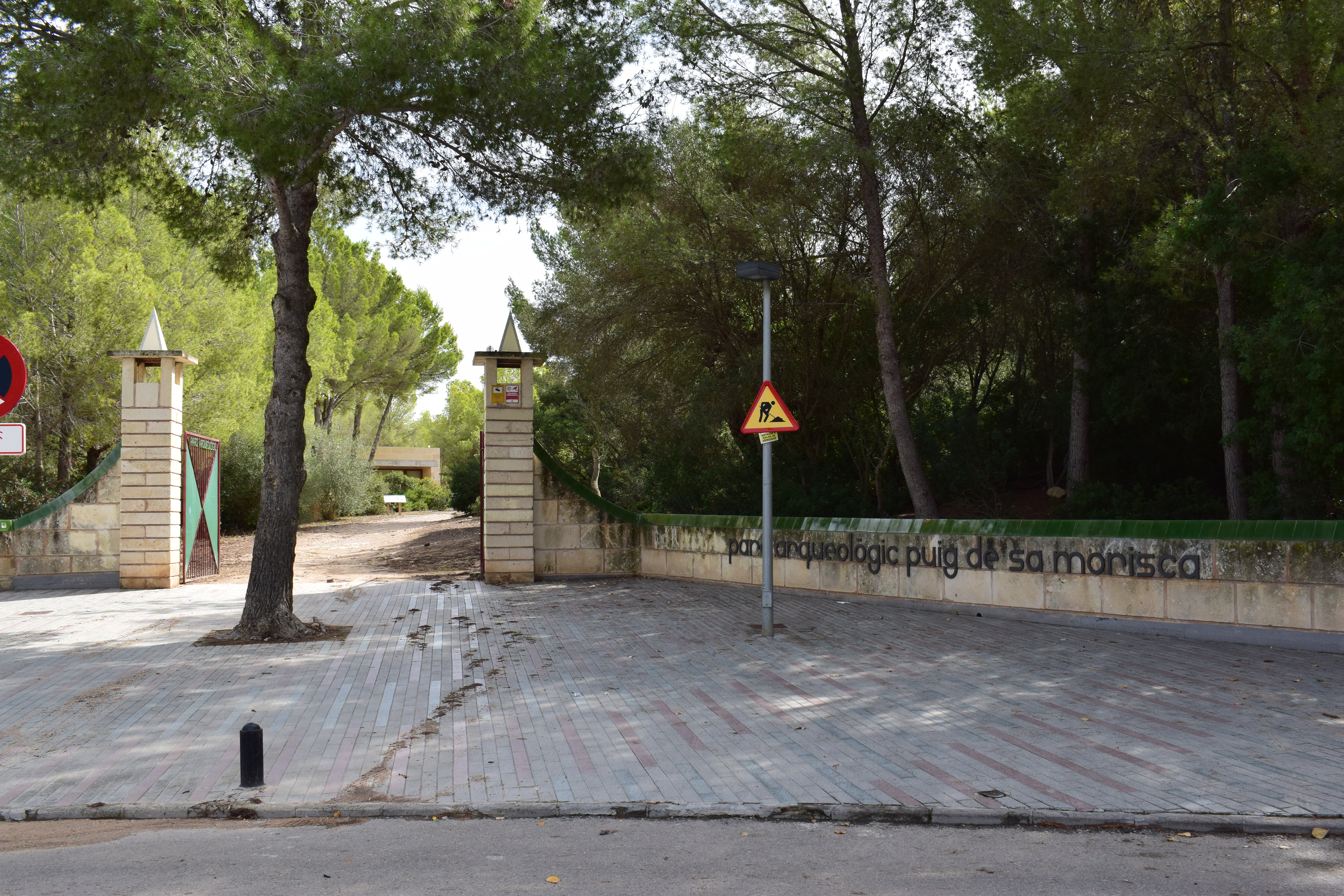
Eingang in Santa Ponça

Der Archäologische Park Puig de sa Morisca (katalanisch Parc Arqueològic Puig de sa Morisca) befindet sich in Santa Ponça in der Gemeinde Calvià auf der Baleareninsel Mallorca. Er umfasst ein Gebiet von 45 ha, von denen 35 ha in öffentlichem Besitz und frei zugänglich sind. Der Park enthält sechs archäologische Fundstätten der Talayot-Kultur, von denen drei besichtigt werden können. Zehn weitere befinden sich im Umkreis von 10 km. Der Park hat jährlich 15.000 Besucher.

## Lage
Der Park liegt südlich von Santa Ponça. Das Eingangstor befindet sich am carrer de Puig de na Marisca kurz vor dessen Einmündung in die avinguda Santa Ponça, wo auch ein Parkplatz zur Verfügung steht. Der archäologische Park kann zu jeder Zeit betreten werden. Der Eintritt ist frei.

## Beschreibung

### Archäologische Stätten

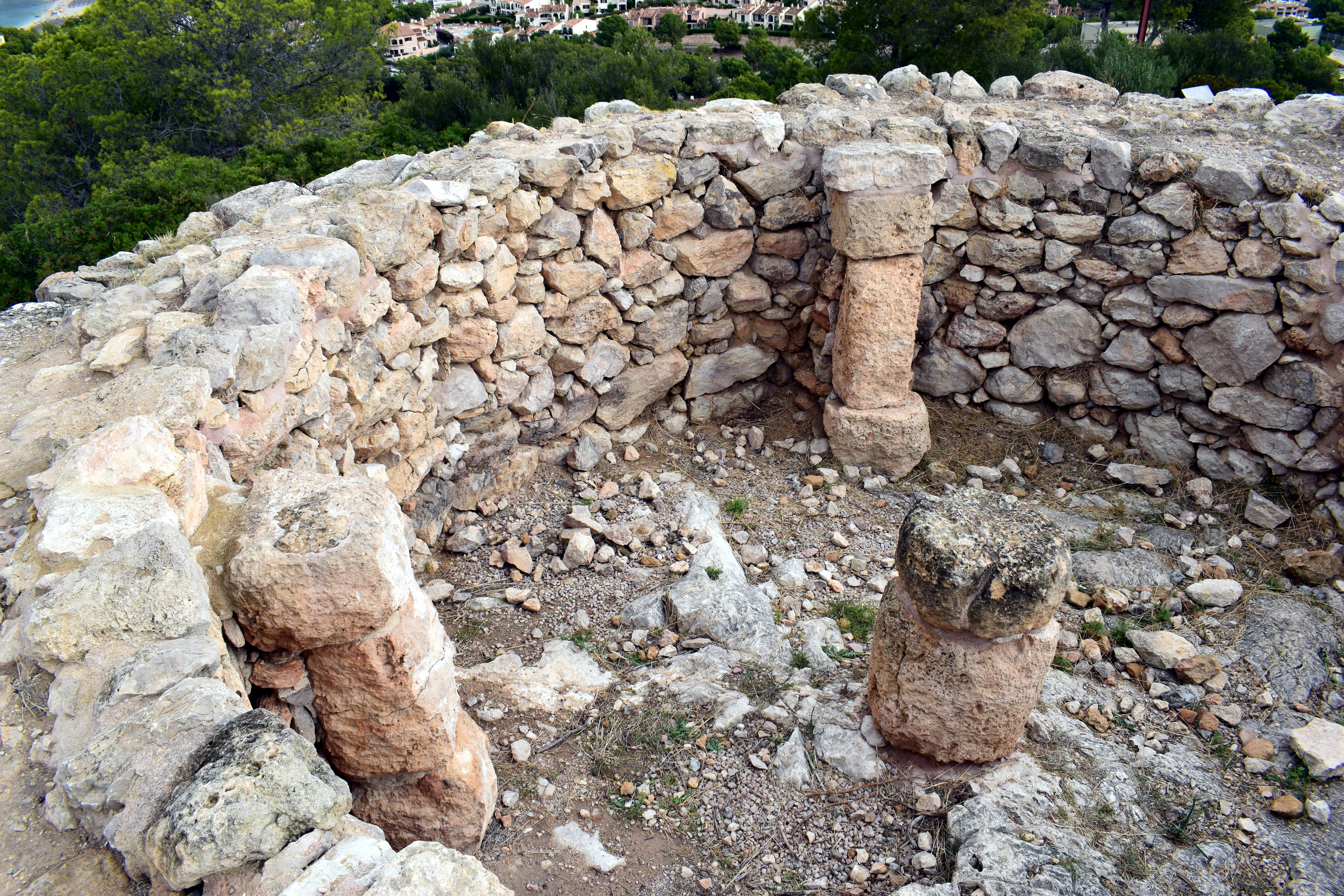
Talayot auf dem Puig de Sa Morisca – innen

Die größte archäologische Fundstätte (Santa Ponça 1) im Park befindet sich am 120 m hohen Hügel Puig de Sa Morisca. Hier sind Reste einer ursprünglich 2700 m² großen Siedlung erhalten, die von der späten Bronzezeit um das Jahr 1200 v. Chr. bis zur Annexion der Balearen durch das Römische Reich im Jahr 123 v. Chr. bewohnt war. Eine letzte Siedlungsphase lässt sich für das frühe 13. Jahrhundert nachweisen, als Mallorca von den muslimischen Almohaden beherrscht wurde. Bei der Eroberung Mallorcas durch Jaume I. von Aragón im Jahre 1229 wurde die Siedlung zerstört. Zu besichtigen sind die restaurierten Fundamente eines Talayots auf der Spitze des Hügels. Dieses turmartige Bauwerk entstand um 850 v. Chr. im eisenzeitlichen Talayotikum. Darüber hinaus gibt es Reste eines zweiten, unregelmäßig gebauten Turms und einer in Zyklopenbauweise errichteten Mauer. Weitere bauliche Strukturen sind lokalisiert, aber bislang nicht ausgegraben worden.
Im öffentlichen Teil des Parks befinden sich des Weiteren zwei in Zyklopentechnik ausgeführte Strukturen unbestimmter Funktion (Santa Ponça 5 und Santa Ponça 20).
Nicht zugänglich sind die folgenden Fundstätten, die sich im Park auf Privatgelände befindend:
- der Talayot von Son Miralles,
- der Tumulus von Son Miralles,
- das posttalayotische Heiligtum von Es Fornets.

### Weitere Sehenswürdigkeiten

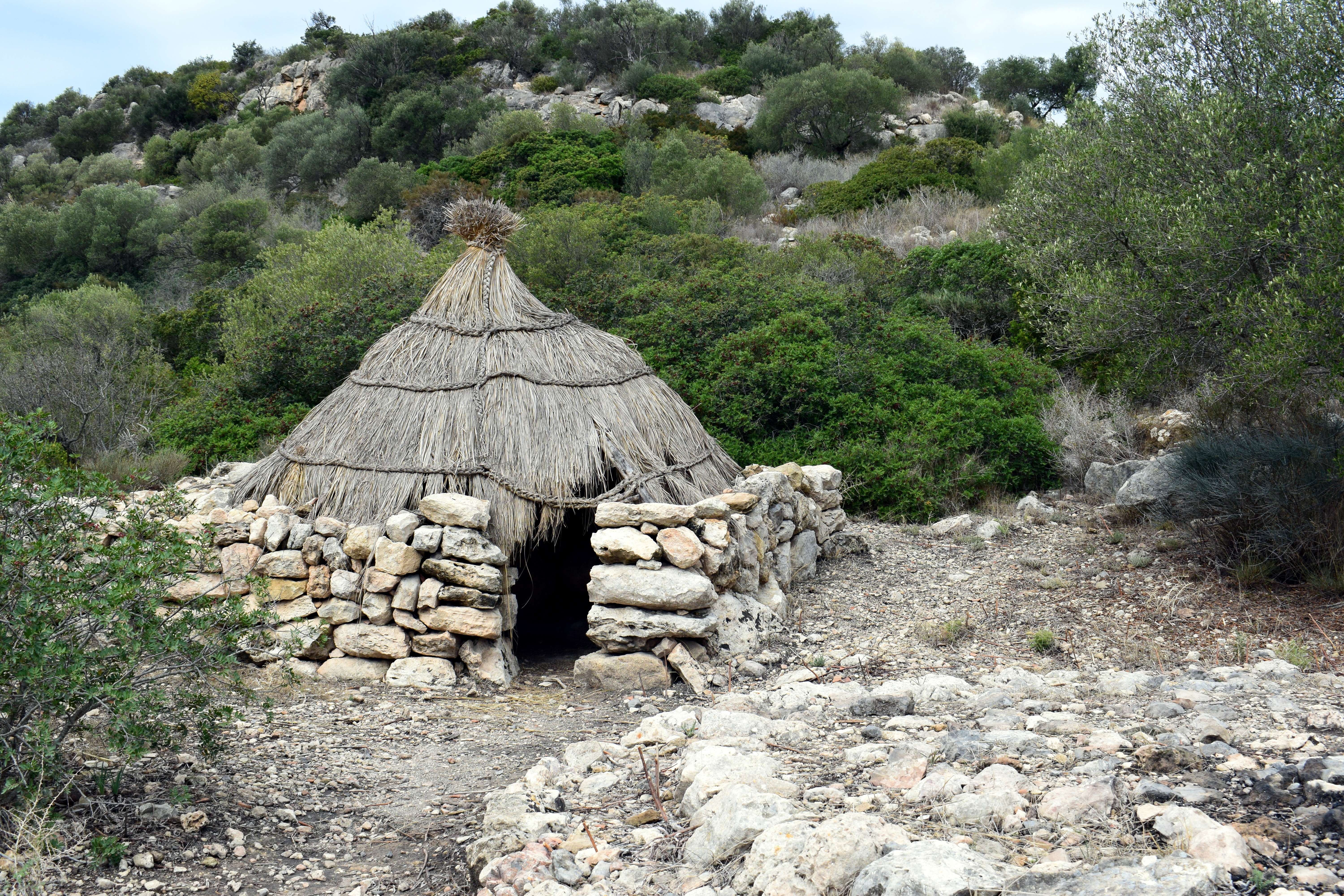
Rekonstruierte Köhlerhütte

Der Park bietet neben dem Puig de sa Morisca weitere Aussichtspunkte, die einen weiten Blick über die Landschaft der Gemeinde Calvià und insbesondere auf Santa Ponça und die Bucht Cala de Santa Ponça bieten. Von ethnologischem Interesse sind neun zum Teil restaurierte architektonische Überbleibsel der im Gebiet betriebenen Wald- und Viehwirtschaft der letzten Jahrhunderte, insbesondere die Hütten von Köhlern, Hirten und Rodungsbauern. Darüber hinaus sind an mehreren Stellen des Parks Schautafeln aufgestellt, die dem Besucher nähere Informationen zur lokalen Vegetation geben.

### Umgebung
Calvià ist reich an archäologischen Relikten. In der näheren Umgebung des Parks gibt es weitere bedeutende Fundstätten wie die Naveta Alemany, ein naviformes Wohngebäude, den Grabhügel von Son Ferrer, das naviforme Dorf von Son Ferrer, den Hügel von Ses Abelles mit Resten posttalayotischer Bauwerke und die Reste der römischen Villa von Sa Mesquida.